# Yeşilkale, Hekimhan
Yeşilkale là một xã thuộc huyện Hekimhan, tỉnh Malatya, Thổ Nhĩ Kỳ. Dân số thời điểm năm 2011 là 70 người.